# Sa tử cung
Sa tử cung là khi tử cung đi xuống hoặc qua lỗ âm đạo. Các triệu chứng có thể bao gồm đầy âm đạo, đau khi quan hệ tình dục, khó tiểu, tiểu không tự chủ và táo bón.  Thường thì nó trở nên tồi tệ hơn theo thời gian. Đau thắt lưng và chảy máu âm đạo cũng có thể xảy ra.
Các yếu tố rủi ro bao gồm mang thai, sinh con, béo phì, táo bón và ho mãn tính. Chẩn đoán dựa trên kiểm tra vùng chậu. Nó là một hình thức của sự phát triển cơ quan vùng chậu, cùng với sự phát triển của bàng quang, sa ruột già và sự sa ruột non.
Nỗ lực phòng bệnh bao gồm quản lý các vấn đề hô hấp mãn tính, không hút thuốc và duy trì cân nặng khỏe mạnh.  Các trường hợp nhẹ có thể được điều trị bằng thuốc bi cùng với liệu pháp thay thế hormone.  Trường hợp nghiêm trọng hơn có thể yêu cầu phẫu thuật như cắt bỏ tử cung.  Khoảng 14% phụ nữ bị ảnh hưởng. Nó xảy ra phổ biến nhất sau khi mãn kinh.

## Sinh lý bệnh và nguyên nhân
Tử cung thường được giữ cố định bằng một võng bao gồm các cơ bắp và dây chằng. Sa tử cung xảy ra khi dây chằng hỗ trợ tử cung trở nên yếu đến mức tử cung không thể giữ nguyên vị trí và trượt xuống khỏi vị trí bình thường. Những dây chằng này là dây chằng tròn, dây chằng tử cung, dây chằng rộng và dây chằng buồng trứng. Các dây chằng tử cung cho đến nay là dây chằng quan trọng nhất trong việc ngăn ngừa sa tử cung.
Trong một số trường hợp bị sa tử cung, tử cung có thể không được hỗ trợ đủ để kéo dài vượt qua thành âm đạo vài inch.

## Dịch tễ học
Các giá trị số liên quan đến mức độ phổ biến của sa tử cung có thể khác nhau tùy thuộc vào phương pháp nghiên cứu dịch tễ học được sử dụng. Cụ thể, việc sử dụng khám thực thể hay bảng câu hỏi về triệu chứng có thể dẫn đến kết quả khác nhau. Tỷ lệ sa tử cung cơ quan vùng chậu thường cao hơn khi sử dụng phương pháp khám thực thể. Chẳng hạn, trong một nghiên cứu, tỷ lệ này được báo cáo là 14,2%, trong khi trong một nghiên cứu khác lại là 3,8%. Ngược lại, khi xác định dựa trên triệu chứng, tỷ lệ mắc bất kỳ loại sa tử cung nào, bao gồm cả sa tử cung, được báo cáo từ 2,9% đến 8% ở Hoa Kỳ. Sử dụng dữ liệu từ Sáng kiến Sức khỏe Phụ nữ, tỷ lệ sa tử cung cơ quan vùng chậu có độ 1 đến 3 là khoảng 1,5/100 phụ nữ-năm, và sự tiến triển của sa tử cung được tìm thấy là khoảng 1,9%. Các giá trị này cho thấy sự đa dạng trong kết quả nghiên cứu và sự ảnh hưởng của phương pháp đo lường và thu thập dữ liệu đối với ước lượng mức độ phổ biến của sa tử cung.